# Tatjana Kazankina
Tatjana Vasiljevna Kazankina (rusko Татья́на Васи́льевна Каза́нкина), ruska atletinja, ekonomistka in pedagoginja, * 17. december 1951, Petrovsk, Saratovska oblast, Sovjetska zveza.
Tatjana Kazankina je nastopila na poletnih olimpijskih igrah v letih 1976 v Montrealu in 1980 v Moskvi. Na igrah leta 1976 je postala dvakratna olimpijska prvakinja v teku na 800 m in 1500 m, leta 1980 pa je ubranila naslov v teku na 1500 m. Na Svetovnem prvenstvu 1983 je osvojila bronasto medaljo v teku na 3000 m. Postavila je svetovne rekorde v treh disciplinah. 26. julija 1976 je ob olimpijski zmagi postavila svetovni rekord v teku na 800 m s časom 1:54,9. Junija 1980 ga je Nadežda Olizarenko izenačila, dober mesec dni kasneje pa še izboljšala. 28. junija 1976 je postavila svetovni rekord v teku na 1500 m s časom 3:56,0, leta 1980 ga je izboljšala še dvakrat, zadnjič na 3:52,47. Rekord je veljal do septembra 1993, ko ga je izboljšala Ču Junšia. 26. avgusta 1984 je postavila še svetovni rekord v teku na 3000 m s časom 8:22,62. Veljal je do septembra 1993, ko ga je izboljšala Žang Linli. Septembra 1984 je končala kariero po 18-mesečni prepovedi nastopanja zaradi odklonitve doping testa.